# Palazzo Ducale (Massa)
Il palazzo Ducale è situato a Massa in piazza Aranci. Fu chiamato anche palazzo Rosso e, oggi, anche della Prefettura.

## Storia

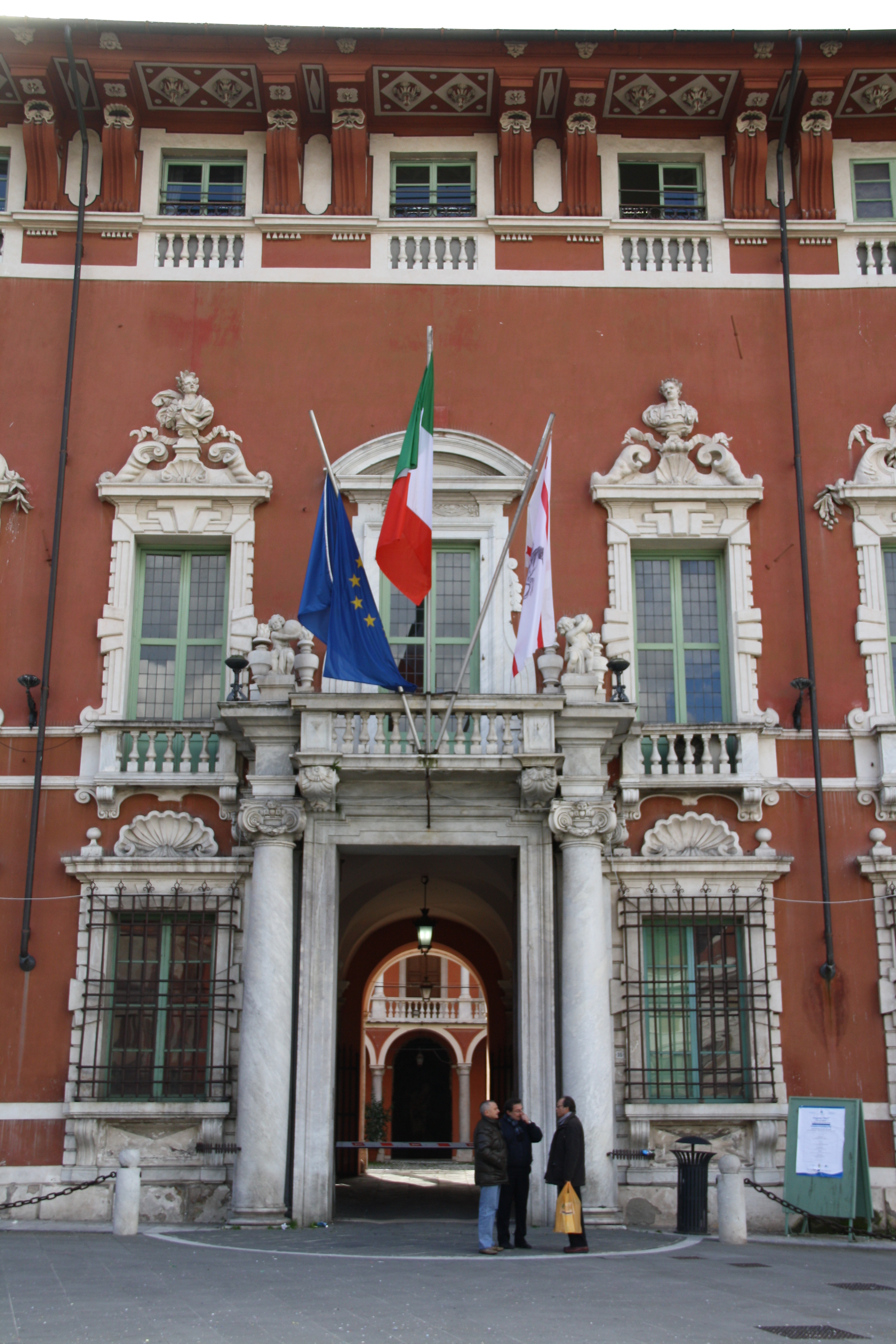
Particolare della facciata

Il palazzo fu iniziato, nel 1563, da Alberico I Cybo-Malaspina come sede della corte trasformando una preesistente villa della famiglia.
Il primo nucleo della casa era rivolto verso via Guidoni, dove si trovava l'ingresso principale; la facciata si presentava su un giardino, che arrivava fino all'attuale via Alberica. Nel 1563 venne fatto il primo ampliamento che consisteva in una nuova ala verso l'attuale Piazza Aranci, inserita ad angolo retto, rispetto all'altra che guardava verso via Guidoni. Questa nuova parte era più alta della precedente ed era indipendente, oltre che di diverso stile. Alberico non fu entusiasta del primo intervento per scompensi volumetrici, così fece stilare un progetto accurato da tecnici romani e affidò i lavori ad un gruppo di artigiani. Il progetto prevedeva la sopraelevazione della vecchia casa dei Malaspina, per armonizzarla in altezza con l'ampliamento realizzato nel primo intervento. Il tutto doveva essere fatto con maestria, tenendo conto dell'aspetto strutturale, del rapporto tra vecchia e nuova costruzione e dell'impiego di materiali in armonia con quelli già presenti. Alberico il 10 febbraio 1568, aveva redatto il contratto con il notaio Filippo Andreoni, con il quale assegnava l'incarico della realizzazione pratica del progetto, stabiliva le varie operazioni, i materiali da impiegare, il periodo più opportuno per i vari interventi ed infine i pagamenti e le relative modalità. Dopo i due interventi il palazzo si presentò a forma di L con due facciate, una su via Bagnara e l'altra in piazza S.Pietro.
I successori di Alberico, apportarono modifiche e cambiamenti al palazzo che perse l'impostazione iniziale albericiana. Le variazioni più significative sono dovute alla moglie di Carlo II Cybo-Malaspina, succeduto al duca Alberico II, Teresa Pamphili che governò lo Stato al posto del debole consorte. Essendo nipote di papa Innocenzo X e, avendo vissuto nella Roma papale del Seicento, a lei si dovettero i colori attuali rosso e bianco simbolo della potenza pontificia. Per le trasformazioni del palazzo si avvalse del quotato architetto Alessandro Bergamini che ristrutturò i prospetti dell'edificio donandogli l'aspetto e la colorazione attuale. L'opera di Teresa non si limitò solo all'esterno, ma anche all'interno, infatti fu lei a volere la fontana nel cortile, con la grotta del Nettuno, gli affreschi del salone ornato di statue di marmo.

## Descrizione
L'intero lato orientale di piazza Aranci è occupato dal grandioso palazzo voluto da Alberico I Cybo-Malaspina. Le attuali forme e il caratteristico colore rosso sono opere settecentesche di Alessandro Bergamini. L'esterno, come l'interno, è ricco di finestre decorate da stucchi e portali marmorei che danno un risalto maggiore al complesso, alto circa 20 metri.

### Interno

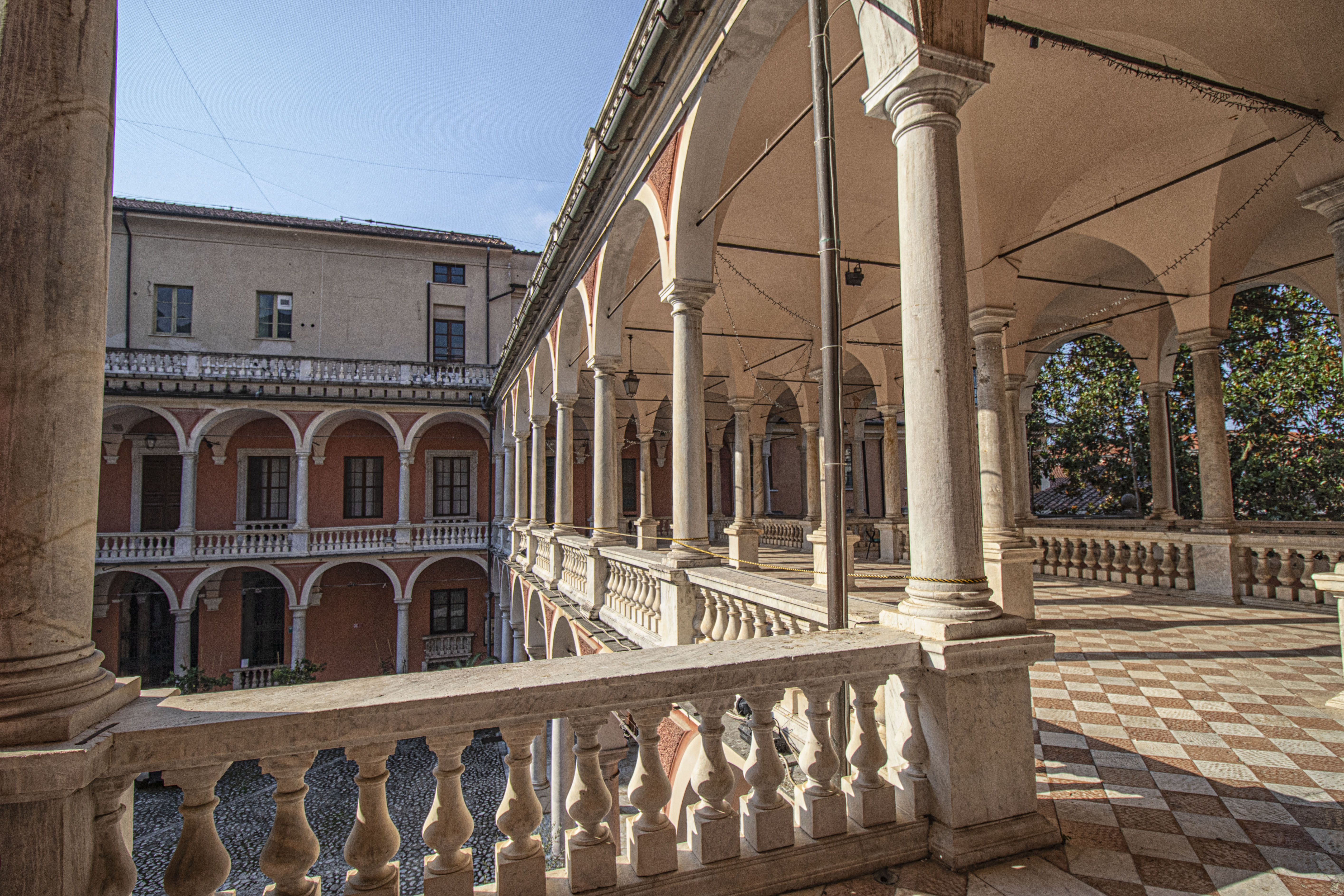
Veduta del cortile a portici

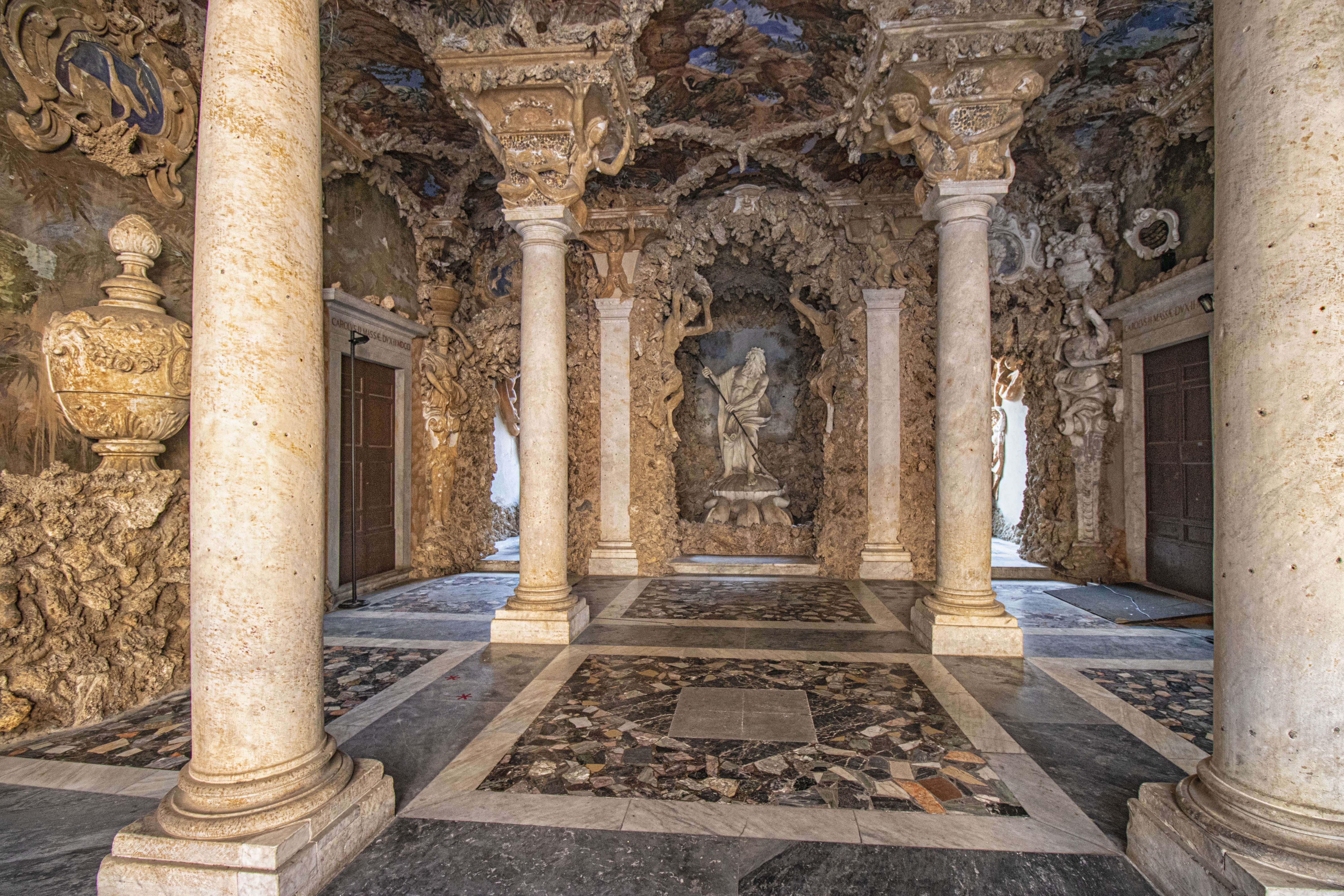
La Grotta di Nettuno

Dopo aver superato il portone d'ingresso si giunge in un ampio cortile circondato da colonne, scalinate, loggiati e portali in marmo. In fondo ad esso si accede alla Grotta del Nettuno, un ambiente roccioso, tipicamente di stile rococò su cui troneggia la statua di Nettuno che cavalca le onde. Le due stanze adiacenti sono state affrescate nelle volte da Stefano Lemmi nel 1702 con Le manifestazioni dell'ingegno umano e La glorificazione dei quattro pontefici delle famiglie Cybo e Pamphili. Salito lo scalone si arriva al piano nobile, dove gli ambienti sono preceduti da un loggiato decorato da colonne di marmo e stucchi: Salone degli Svizzeri, Salone della Resistenza e Salone degli Stucchi, tutti e tre riccamente adornati. Non visitabili, perché compresi tra i locali destinati alla Prefettura, sono la Cappella Ducale, con affreschi di Carlo Pellegrini nella volta e bassorilievo marmoreo raffigurante la Natività sull'altare, e la scenografica Alcova Ducale. Sempre nel palazzo era presente un piccolo teatro denominato Teatro Ducale che soddisfaceva il desiderio di divertimento della corte. Il terzo e ultimo piano della costruzione è adibito a sedi di uffici della Provincia e della Prefettura, alto 33 metri .